# Kobayr
Koordinaten: 41° 0′ 18,2″ N, 44° 38′ 6,3″ O
Kobayr (armenisch Քոբայր, georgisch ქობაირი), andere Umschriften K’obayr, Kobair, Kobaiyr, Khobajr, Kobajr, war ein mittelalterliches Kloster in der nordarmenischen Provinz Lori, dessen als Ruinen erhaltene Gebäude aus dem 12. und 13. Jahrhundert stammen. Die zunächst zur Armenisch-Apostolischen Kirche gehörende befestigte Anlage wurde Ende des 12. Jahrhunderts in ein Kloster der Georgisch-Orthodoxen Kirche umgewandelt. Dies erklärt den georgischen Stil der Bauplastik und der großformatigen Wandmalereien in der Apsis der Hauptkirche.

## Lage

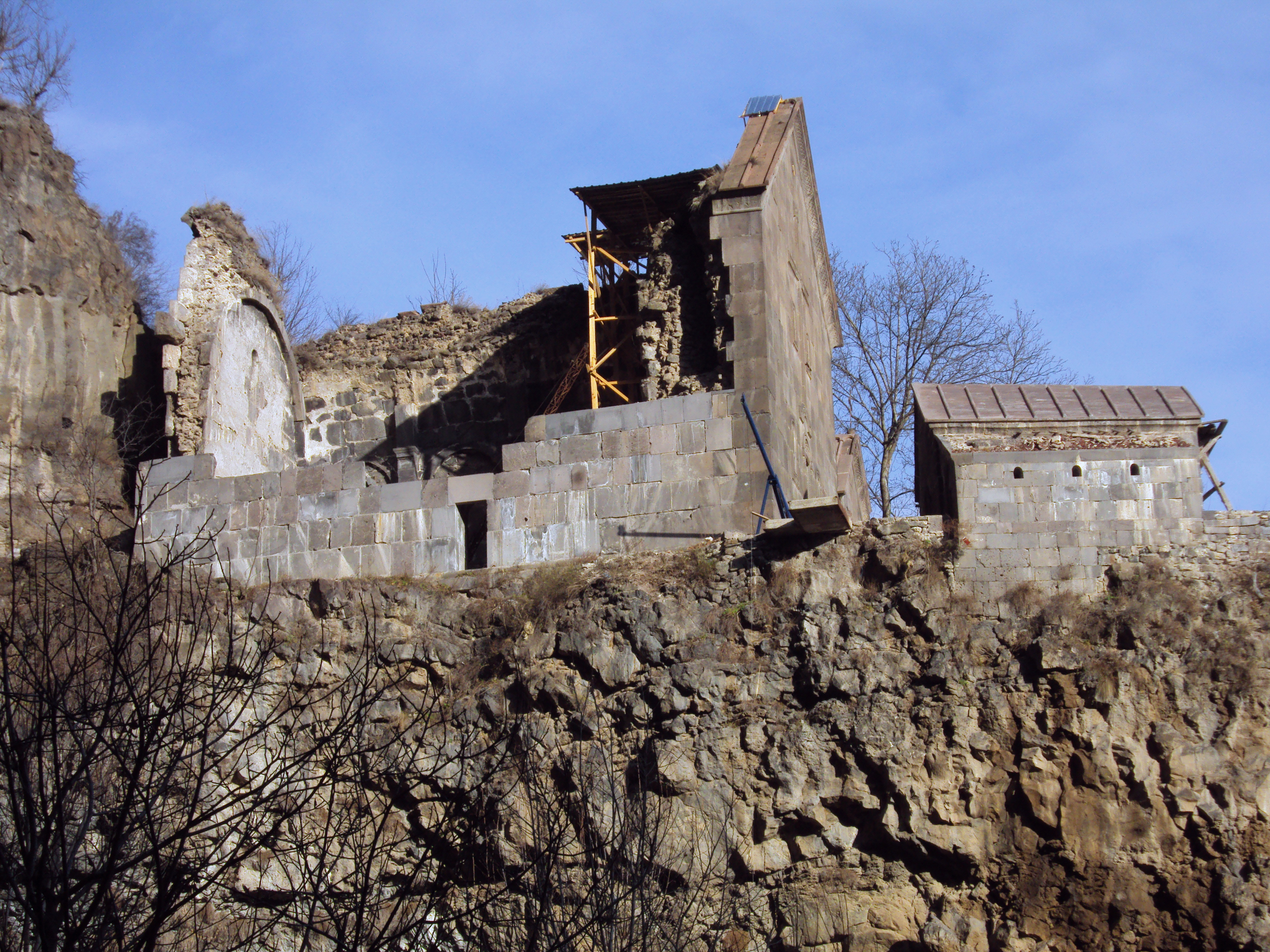
Südseite der Hauptkirche. Malereien unter der Überdachung, rechts kleine Mariamashen-Kirche.

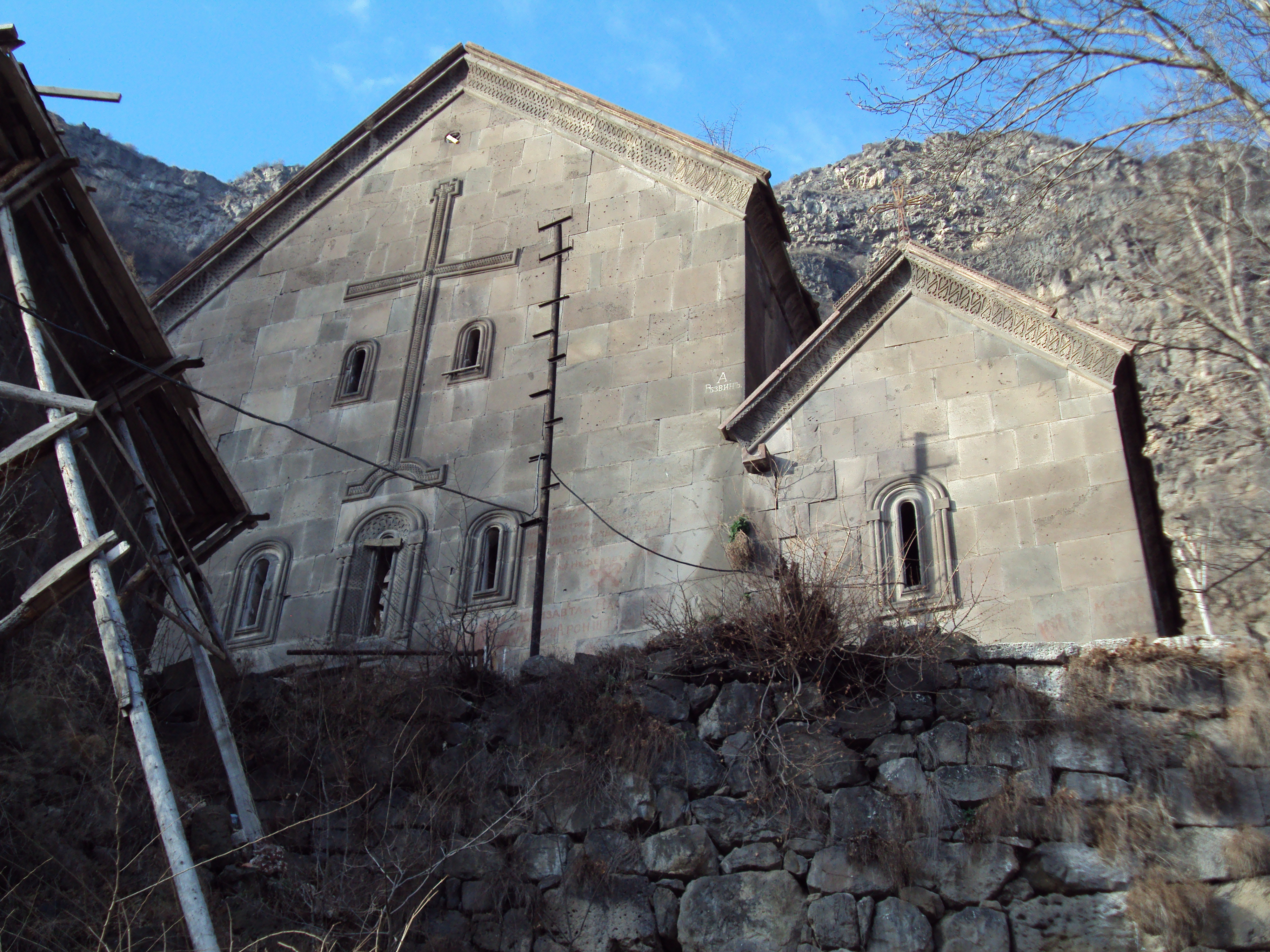
Ostgiebel der Hauptkirche und der Kapelle mit Bauplastik im georgischen Stil und einer nach der armenischen Tradition sparsamen Ausführung.

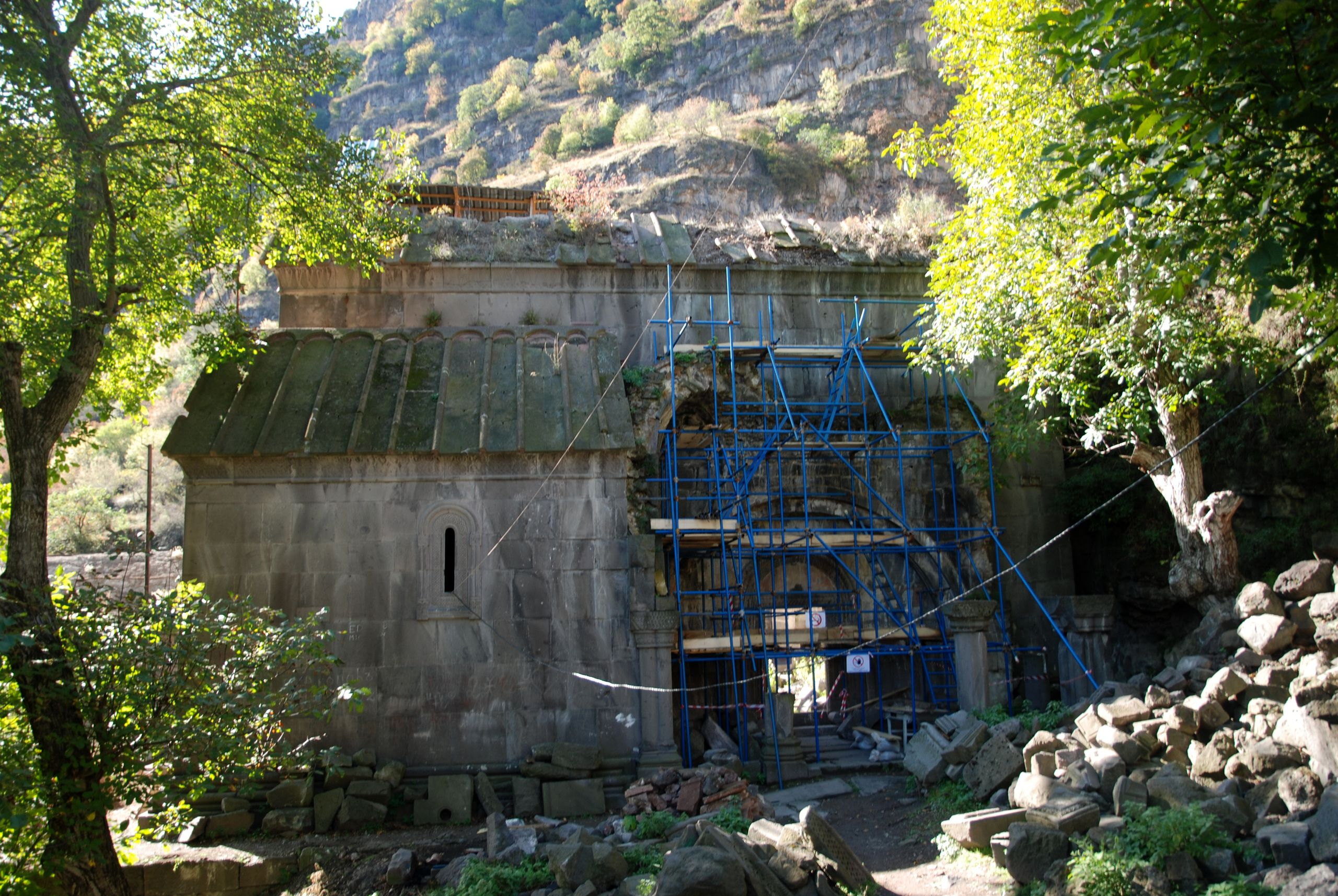
Nordseite der Hauptkirche. Links angebaute Kapelle, an der Stelle des Baugerüsts stand der Gawit.

Die Schnellstraße M6 verläuft von der Provinzhauptstadt Wanadsor am Fluss Pambak entlang und nach dessen Einmündung in den Debed beim Dorf Dsoragjugh (Dzoragyugh) im Tal des Debed über Alawerdi bis zur georgischen Grenze. 35 Kilometer nördlich Wanadsor liegt am rechten östlichen Ufer des Debed die städtische Siedlung Tumanjan, ein ehemaliger Industriestandort mit einer stillgelegten Ziegelbrennerei. Einen halben Kilometer nördlich des Abzweigs nach Tumanjan und etwa hundert Meter vor der Bahnstation Kobayr beginnt auf der Westseite der Straße ein teilweise rutschiger Pfad, der unter der Bahnlinie hindurch an einigen Bauernhäusern und Gärten des Weilers Kobayr vorbei einen steilen Hang hinaufführt. Die Klosterruine ist nach gut zehn Minuten Aufstieg durch dichten Laubwald zu erreichen. Auf halber Strecke passiert der Weg eine gefasste Quelle. Die Hauptkirche wurde am Berghang auf der kleinen ebenen Fläche eines Felsvorsprungs errichtet. Die übrigen Gebäude liegen oberhalb weiter nördlich. Ein Pfad führt von der Hauptkirche in eine Schlucht und nach 50 Metern zu einem Wasserfall an der senkrechten Felswand.

## Geschichte
Einige Funde in der Nähe stammen aus der Frühen Bronzezeit und der Eisenzeit. Der Ortsname Kobayr ist vermutlich aus dem Georgischen kob und dem Armenischen ayr zusammengesetzt. Beide Wörter bedeuten „Höhle“ und beziehen sich auf die zahlreichen Felshöhlen in der Umgebung, die in frühchristlicher Zeit von mönchischen Einsiedlern bewohnt waren. In dieser Zeit entstand eine erste Kirche.
Seit Ende des 11. Jahrhunderts gehörte das Kloster Kobayr wahrscheinlich zur armenischen Dynastie der Kiwrikean (Kyurikian, Kiurikian), die von 996 bis 1118 das Königreich Lori im Nordosten des heutigen Armenien regierten. Das Reich umfasste außer der Provinz Lori die gesamte, östlich angrenzende Provinz Tawusch. Im 10. und 11. Jahrhundert trugen die Kiwrikean wesentlich zum armenischen Widerstand gegen die Invasionen der islamisch-kurdischen Dynastie der Schaddadiden bei, die zeitweilig von den Städten Dvin, Ani und Gandscha herrschten. Nach einer Inschrift beauftragten 1171 zwei Prinzessinnen der Kiwrikean-Dynastie den Bau der Kapelle an der Hauptkirche. Im 12. Jahrhundert lebte der Historiker Davit Kobayretsi im Kloster. Der Historiker, Geograf und Übersetzer Vardan Areveltsi (um 1198–1271) berichtet von Kobayr als einem bedeutenden Gelehrtenzentrum.
Ende des 12. Jahrhunderts gelangte das Gebiet unter die Kontrolle der Zakariden (georgisch Mkhargrzeli), einer armenisch-georgischen Fürstendynastie. Prinz Sarkis Zakarian erhielt die mittelalterliche ostarmenische Provinzen Gugark und Tawusch vom georgischen König Giorgi III. (reg. 1156–1184) und seiner Thronfolgerin Tamar (reg. 1184–1213). Die Zakariden regierten als Vasallen des Königreichs Georgien zwischen 1201 und 1260 in der Hauptstadt Ani ein Gebiet, das sich von Gugarak im Norden, wo sie die heute vorhandenen Gebäude des Klosters Haritschawank errichten ließen, bis in den Süden nach Sjunik erstreckte. Dort brachten sie unter anderem die Festung Vorotnaberd in ihren Besitz. 1261 wurde in Kobayr Schah-in-Schah Zakarian bestattet. Dessen Familie hing der Georgischen Orthodoxie an, die im Unterschied zur Armenisch-Apostolischen Kirche das Konzil von Chalkedon angenommen hatte. Die Zakarians machten das Kloster zu ihrem geistigen Zentrum. Unter georgischem Einfluss erlebte die Region mit dem Neubau mehrerer Klöster ab dem 12. Jahrhundert eine Blütezeit.
Die Inschriften in Kobayr sind ab der Mitte des 13. Jahrhunderts auf Georgisch verfasst. Eine Inschrift von 1276 berichtet von Giorgi, einem Sohn Schah-in-Schah Zakarians, der die Außenmauern der Hauptkirche im oberen Bereich und das Bodenpflaster restaurieren ließ. 1282 datieren die von Giorgi gestifteten Wandmalereien der Portalvorhalle. Ein anderer Sohn, Mxargrjel, und seine Gemahlin Vaneni beauftragten 1279 den Bau des Glockenturm-Mausoleums, in dem beide bestattet wurden.
Nach dem 13. Jahrhundert wurde das Kloster verlassen. Erst im 17. und 18. Jahrhundert kehrten Mönche zurück, die nun wieder der ursprünglichen armenisch-apostolischen Lehre anhingen. 1971 wurden die Wandmalereien der Hauptkirche restauriert, ohne das Gewölbedach über der Apsis wiederherzustellen. Seit 2006 erfolgen partielle Instandsetzungsmaßnahmen, bei denen unter anderem der Glockenturm wiederaufgebaut wurde. In der Apsis wurde ein Baugerüst aufgestellt, das ein provisorisches Wellblechdach trägt. Dieses überdeckt wenigstens teilweise die zuvor gänzlich frei der Witterung ausgesetzten Malereien.

## Klosteranlage

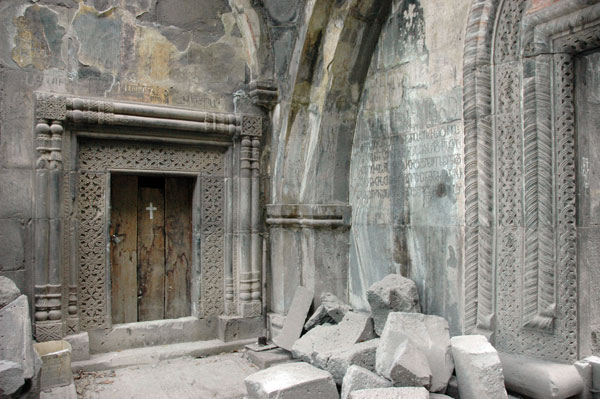
Links Portal der Kapelle, recht Nordportal der Hauptkirche, Mitte Bogen des fehlenden Gawit.

Das steil nach Osten abfallende Gelände ist im Süden durch eine Felskante an der zum Wasserfall führenden Schlucht begrenzt. Die Klosteranlage war von einer Festungsmauer aus Basaltquadern umgeben, deren Reste in der Nordostecke erhalten sind. Der ehemalige Hauptzugang in der Nordmauer besteht aus einem Tunnelgang, der an der Außenseite von zwei Rundtürmen flankiert wird. Der einstige Weg und die Mauern in diesem Bereich sind von Bäumen überwachsen. Der heutige Aufstiegspfad führt direkt zur Hauptkirche im Süden.

### Hauptkirche
Die Hauptkirche oder Kathedrale (Katoghike) direkt am Rand des Felsabhangs im Süden und einer aufsteigenden Felswand an der Westseite bestand aus einem einschiffigen Saal mit Tonnengewölbe, der im Osten in einer halbrunden Apsis abschließt. Südmauer, das gesamte Tonnengewölbe und die obere Apsiskalotte sind eingestürzt. Drei in gleichen Abständen angeordnete Gurtbögen, die auf Pilastern ruhten, gliederten den Saal. Dazwischen waren an den Längswänden flache, oben halbrund abschließende Nischen ausgespart. Ungewöhnlich ist die Durchfensterung der Apsisrückwand. Über drei großen halbrunden Fenstern befinden sich symmetrisch zwei Fenster in der oberen Reihe. Hinzu kommen zwei hohe Nischen im unteren Bereich an den seitlichen Rändern der Apsis.
Der Hauptzugang im mittleren Feld der Nordwand wird zunächst von einem doppelten Taustab rechteckig umrahmt. Dieser wird von einem Bogenfeld mit einem äußeren doppelten Taustab überhöht. Die Fläche dazwischen füllt Flechtwerk aus. Der Westeingang ist weniger aufwendig gestaltet, ein Bauschmuck im schmalen Durchgang zwischen Kirche und Felsen wäre schlecht zu betrachten. Um die Fenster der Ostwand führt ein Wulstprofil herum, das von einem großen, den gesamten Giebel ausfüllenden Reliefkreuz im georgischen Stil übernommen wird. Der Schmuckfries am Gesims zeigt liegende Palmetten zwischen runden Flechtmustern.

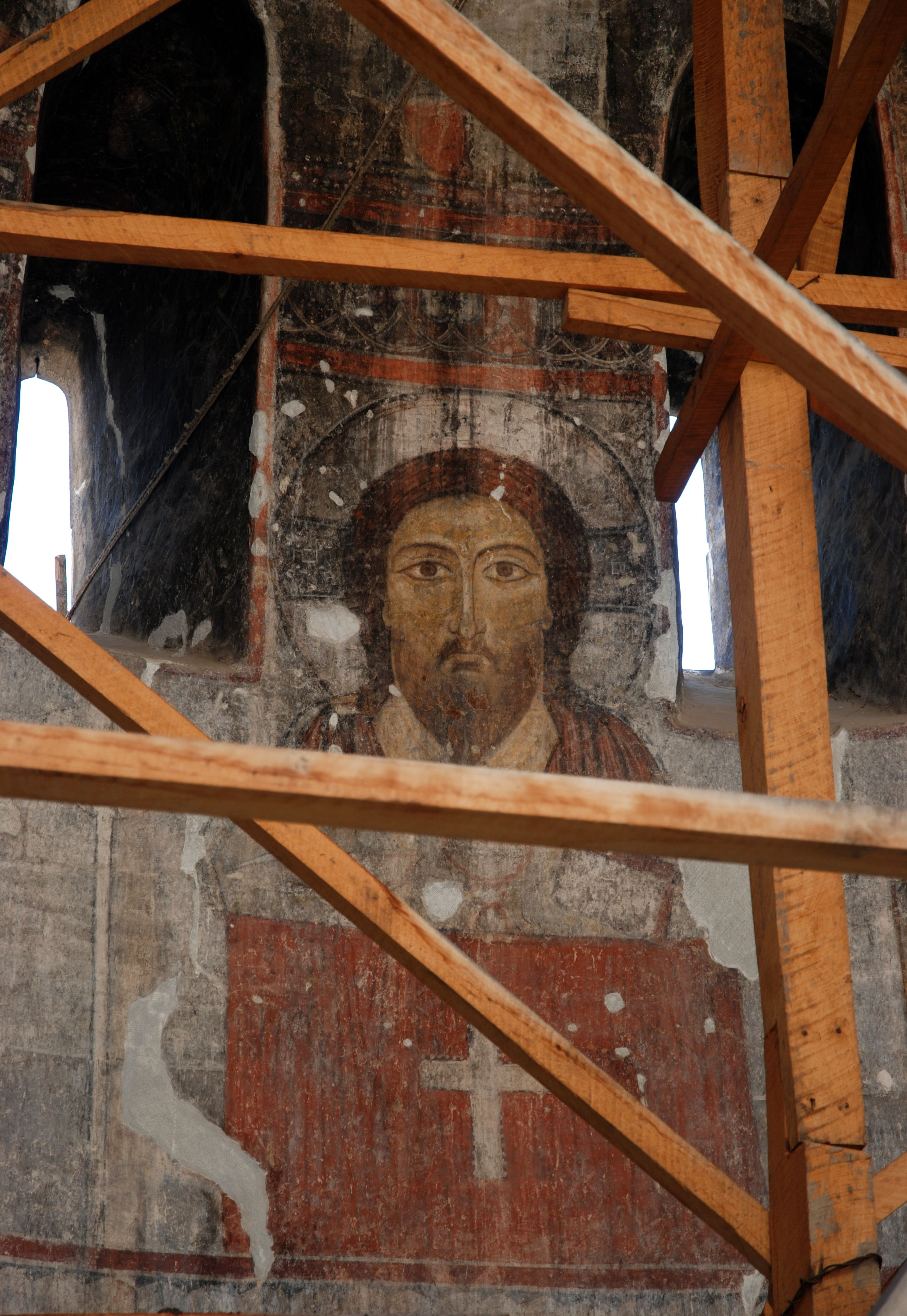
Brustfigur Jesu im Zentrum der Abendmahlszene.

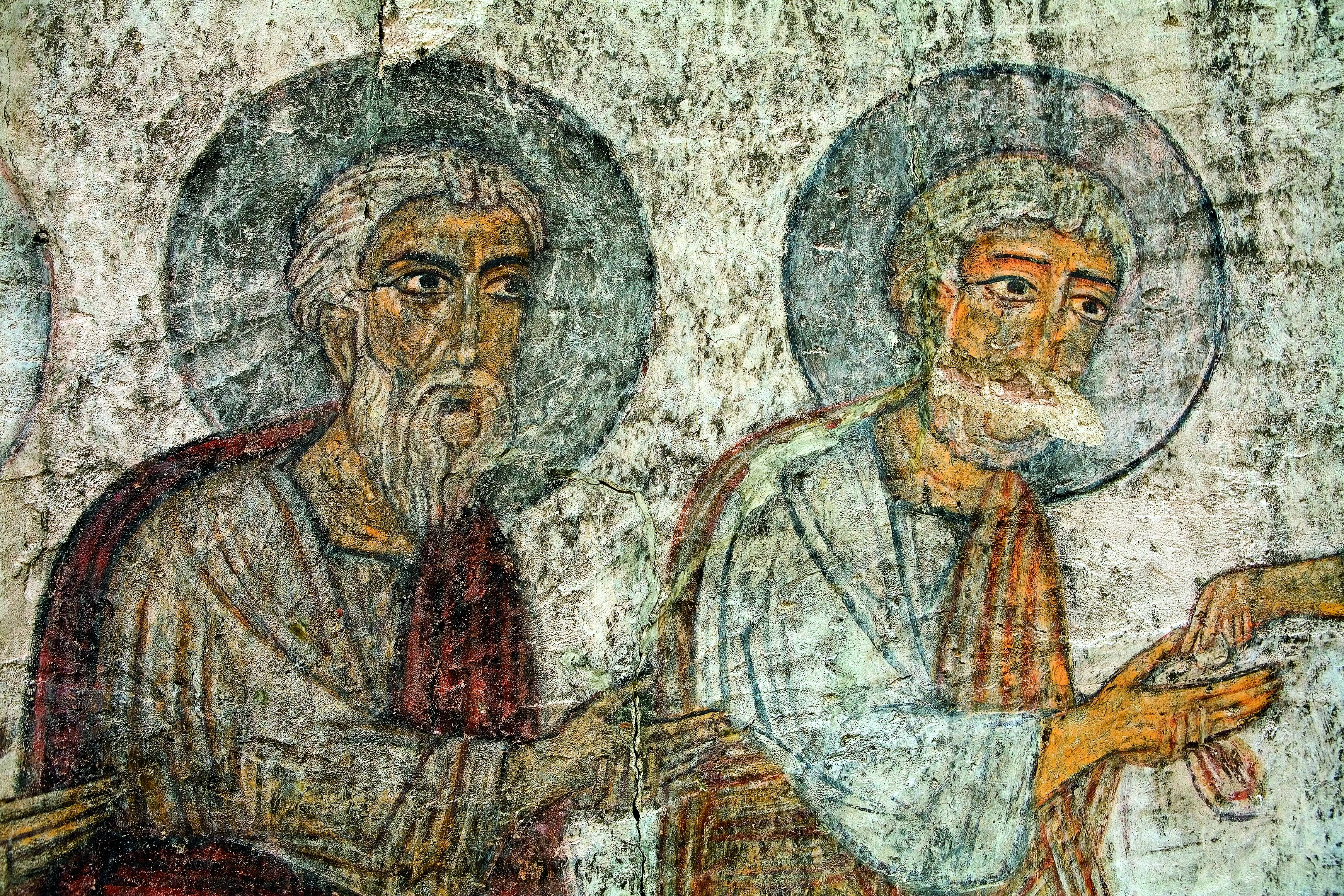
Mittlere Zone der Apsis: Detail einer stehenden Apostelgruppe beim Abendmahl, links von Jesus.

In der Apsis sind Malereien nach georgischem Vorbild mit lebensgroßen Figuren in drei Zonen zu sehen, die 1971 nach den originalen Malereiresten rekonstruiert wurden. Die Begleitinschriften sind ebenfalls georgisch. In der obersten Zone erscheinen in der Mitte die Jungfrau Maria mit Kind auf dem Thron flankiert von einem Erzengel auf jeder Seite. In der mittleren Zone ist das Abendmahl mit Jesus als Brustbild im Zentrum und seitlich stehenden Aposteln in einer ungewöhnlichen Komposition dargestellt. Zwischen den Fenstern in der unteren Zone stehen Kirchenväter und Heilige. Der altertümliche ausdrucksstarke Stil ist mit den Malereien der Muttergotteskirche (Surb Astvatsatsin) des Klosters Achtala in der Provinz Lori zu vergleichen (Anfang 13. Jahrhundert). Die Malereien entstanden wohl während der Bauzeit, die Jean-Michel Thierry um 1171 datiert. Die Motivauswahl entspricht dem seit dem 11. Jahrhundert in der georgischen und byzantinischen Kunst üblichen Schema. Das umfangreichste byzantinische Bildprogramm in einer armenischen Kirche findet sich in der vollständig ausgemalten Gregorkirche des Tigran Honents in Ani, die 1215 datiert ist. Ansonsten sind aus dem 12./13. Jahrhundert noch Malereireste in zwei provinziellen kleinen Kirchen im Gebiet Bergkarabach bekannt.

### Kapelle

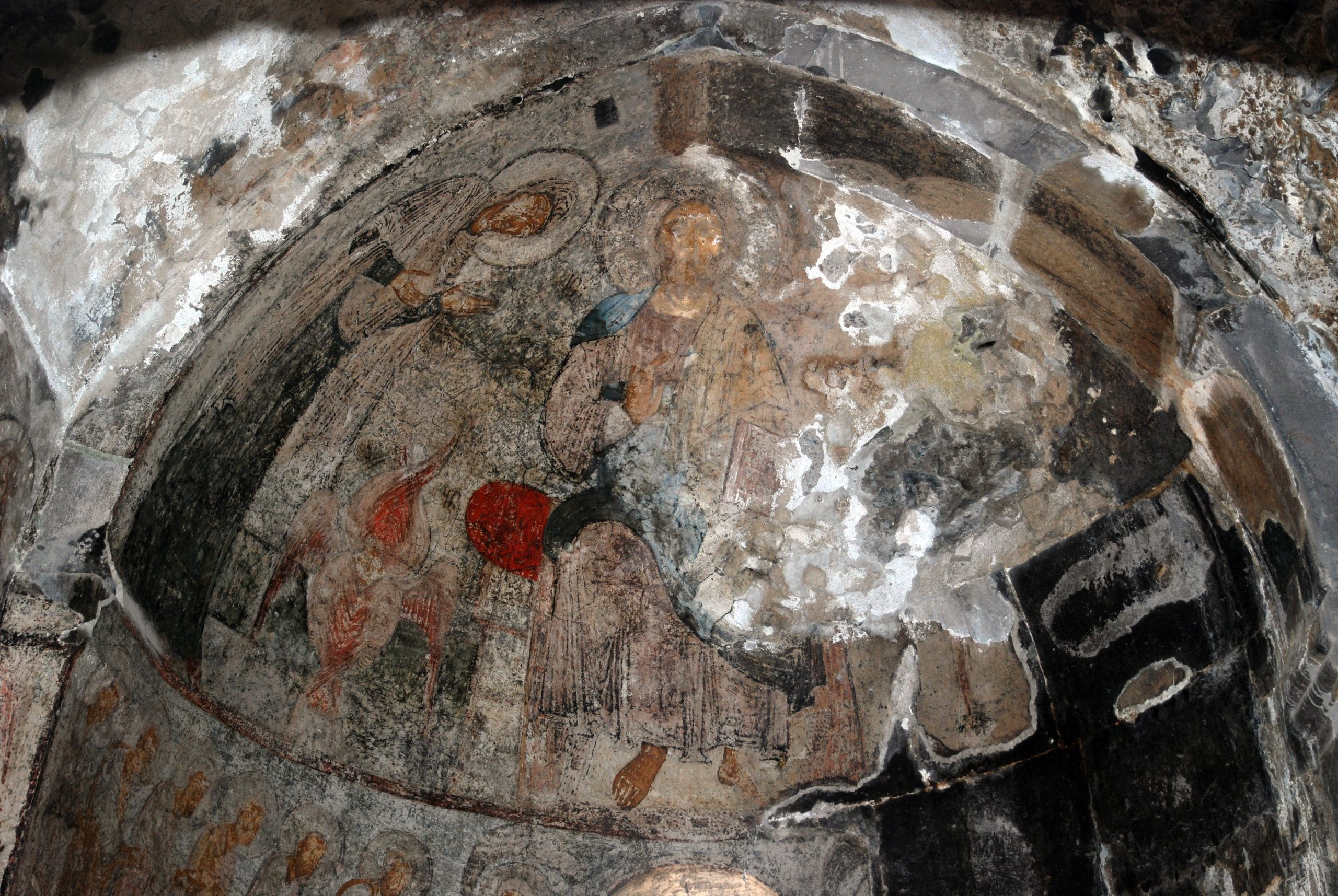
Deësis-Gruppe in der Apsiskalotte

An die Nordwand grenzt eine einschiffige Kapelle mit Tonnengewölbe und halbrunder Apsis. Das Portal der Kapelle ist kunstvoll mit einem geometrischen Flachrelief umrahmt. Die Gestaltung der drei Halbsäulen auf jeder Seite mit Kugelformen und Kanneluren entstammt dem georgischen Formenschatz, ihre Ausführung ist jedoch nach armenischem Geschmack zurückhaltend. Durch übereinstimmende Merkmale mit dem Bauschmuck der Hauptkirche wird für die Kapelle dieselbe Bauzeit angesetzt. Die Kapelle erhält durch jeweils ein schmales Fenster in der Ostwand und der Nordwand Licht. 
Die Wände waren vollständig ausgemalt. Von oben nach unten sind in der Apsis in drei Zonen bedeutende Malereireste zu sehen: Unter den drei Figuren einer Deësis in der Apsiskalotte folgen in der Mitte eine Abendmahlsszene und unten dicht nebeneinanderstehende Bischöfe. Von der Mitte der Nordwand bis zur Gewölberundung war das Leben der Maria in mehreren Zyklen dargestellt: Mariä Geburt, Tempelgang (Darbringung der dreijährigen Maria im Tempel) bis zu Mariä Aufnahme in den Himmel. Stifterfiguren an der Westwand und im unteren Bereich der Nordwand, von denen eine weibliche Figur ein Kirchenmodell in den Händen hält, könnten die Familie des Schah-in-Schah Zakarian darstellen. Sie sind wie auf den frühen georgischen Malereien (etwa in der Sioni-Kirche von Ateni, 7. Jahrhundert) mit Richtung Altar ausgestreckten Händen (im Orantengestus) dargestellt.

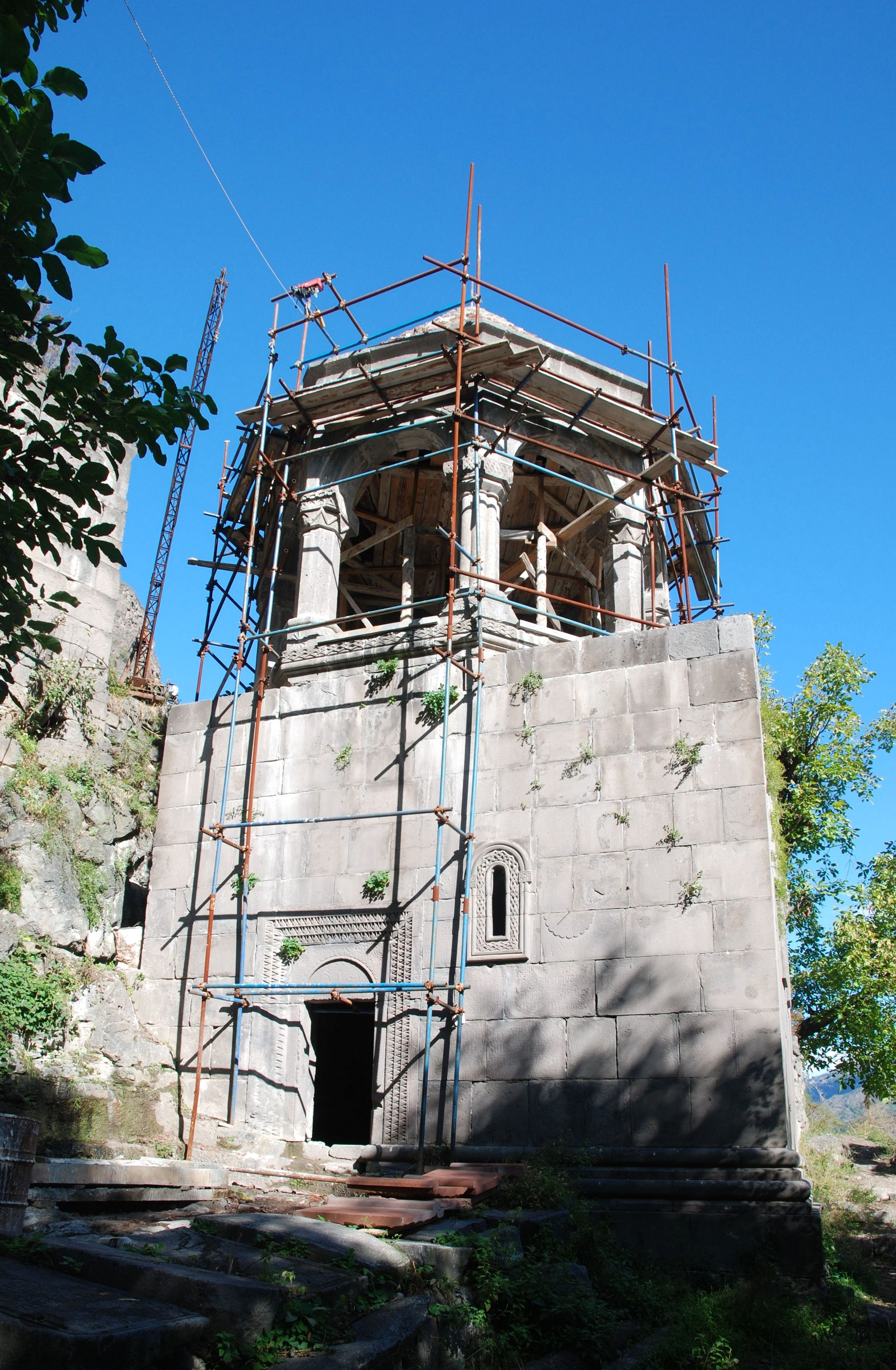
Restauriertes Glockenturm-Mausoleum von Süden

Der Kapelle war im Westen ein Gawit vorgelagert, von dem nur noch die drei Säulen der Nordwand erhalten blieben, die eine Arkadenreihe bildeten. Trompen, die von den Ecken zum länglichen Gewölbe überleiteten, sind vor der Kapellenwand noch im Ansatz vorhanden. Der Gawit stellte zugleich einen offenen Portikus vor dem Nordeingang der Hauptkirche dar.

### Mariamashen-Kirche
Die Ruine des Oratoriums liegt auf einer Felsnase vor der Ostwand der Hauptkirche. Der kleine tonnenüberwölbte Raum mit einer halbrunden Apsis, von dem Teile den Hang hinuntergestürzt sind, erhielt seinen Namen laut einer Inschrift im Jahr 1171 von Prinzessin Mariam, der Tochter des armenischen Königs Kiwrikean II., ging jedoch bald danach in den Besitz der georgischen Zakarian-Familie über. Der Reliefschmuck ist einfacher als an der Hauptkirche. Unter der Kapelle lag eine Grabkammer.

### Glockenturm-Mausoleum
Das 1279 in Auftrag gegebene Mausoleum für Mxargrjel, Sohn von Amirspasalar Schah-in-Schah, und seine Frau Vaneni befindet sich nördlich der Hauptkirche etwa in der Mitte der Klosteranlage. An den quadratischen Raum schließt sich im Osten eine halbrunde Apsis an. Die georgische Gründungsinschrift ist an der Südwand angebracht. Das Portal in der Südwand ist von drei keilförmigen abgetreppten Reliefbändern rechteckig umgeben, eine für das 13. Jahrhundert typische armenische Gestaltung. Das von zwei Wülsten eingerahmte Flechtmuster um das Fenster daneben und die beiden Apsisfenster geht dagegen auf georgische Vorbilder zurück. Der aus glatt behauenen Basaltquadern sorgfältig gefügte Bau wird von einem Glockenturm in Gestalt einer achteckigen Rotunde überhöht.  Nach 2007 wurde der zuvor fehlende Glockenturm neu aufgestellt. Der Raum war innen verputzt.

### Refektorium

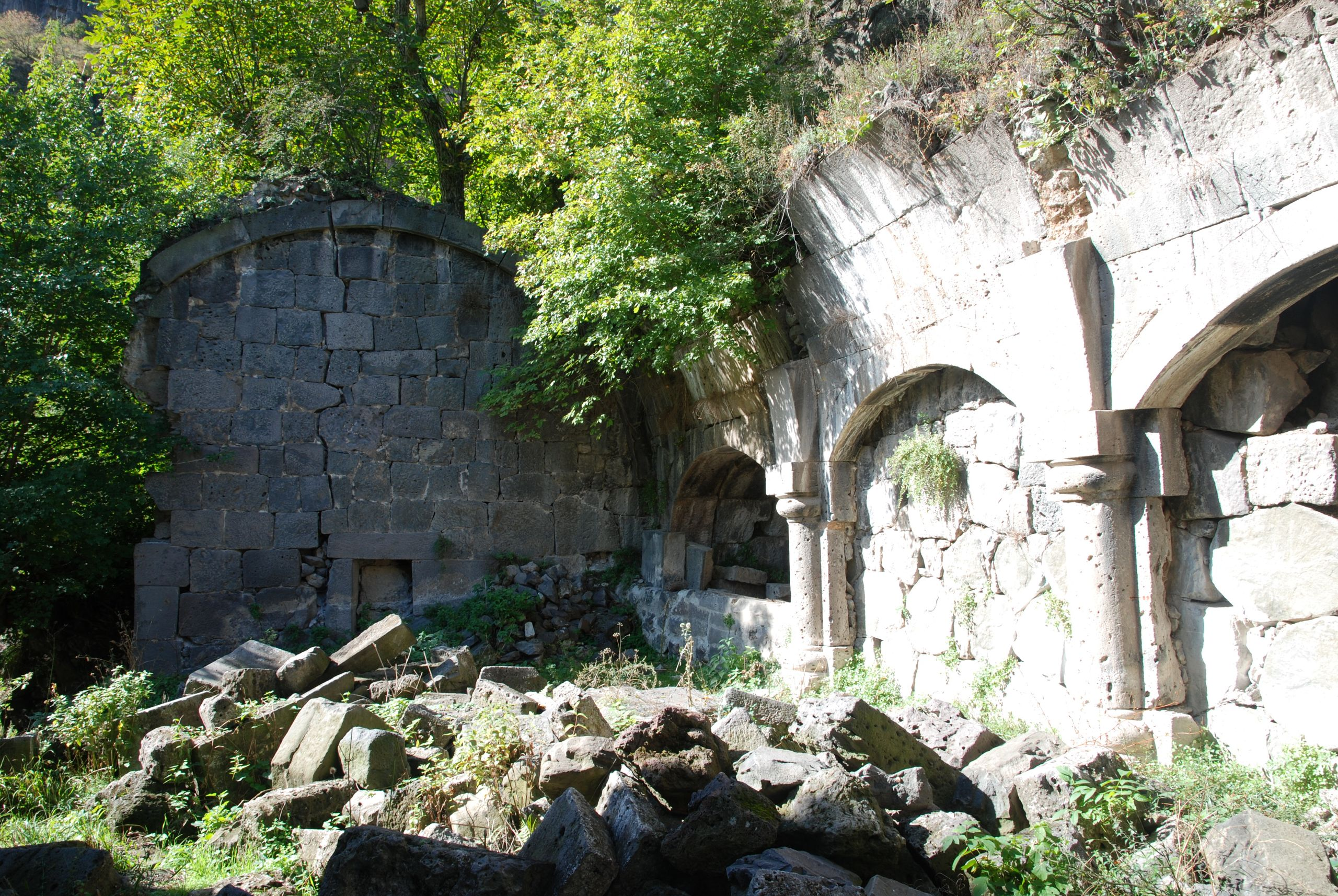
Refektorium. Südliche Stirnwand mit dem Ansatz des Tonnengewölbes, rechts Nordwand.

Der Speisesaal (Refektorium) des Klosters aus dem 13. Jahrhundert lag etwas höher am Hang westlich des Mausoleums. Der in Nord-Süd-Richtung gelängte Saal maß 13,5 × 8,5 Meter. Er war von einem durch zwei Gurtbögen gegliederten Tonnengewölbe überdeckt. Weitgehend erhalten blieben die beiden Stirnseiten, die nördliche Längswand und etwa ein Drittel der Südwand im Norden bis zum Bogenansatz. Die Gurtbögen ruhten auf vorgestellten Halbsäulen. Die Gewölbelast wurde auf Wandbögen zwischen den Halbsäulen abgeleitet. 

### Einschiffige Grabkapelle

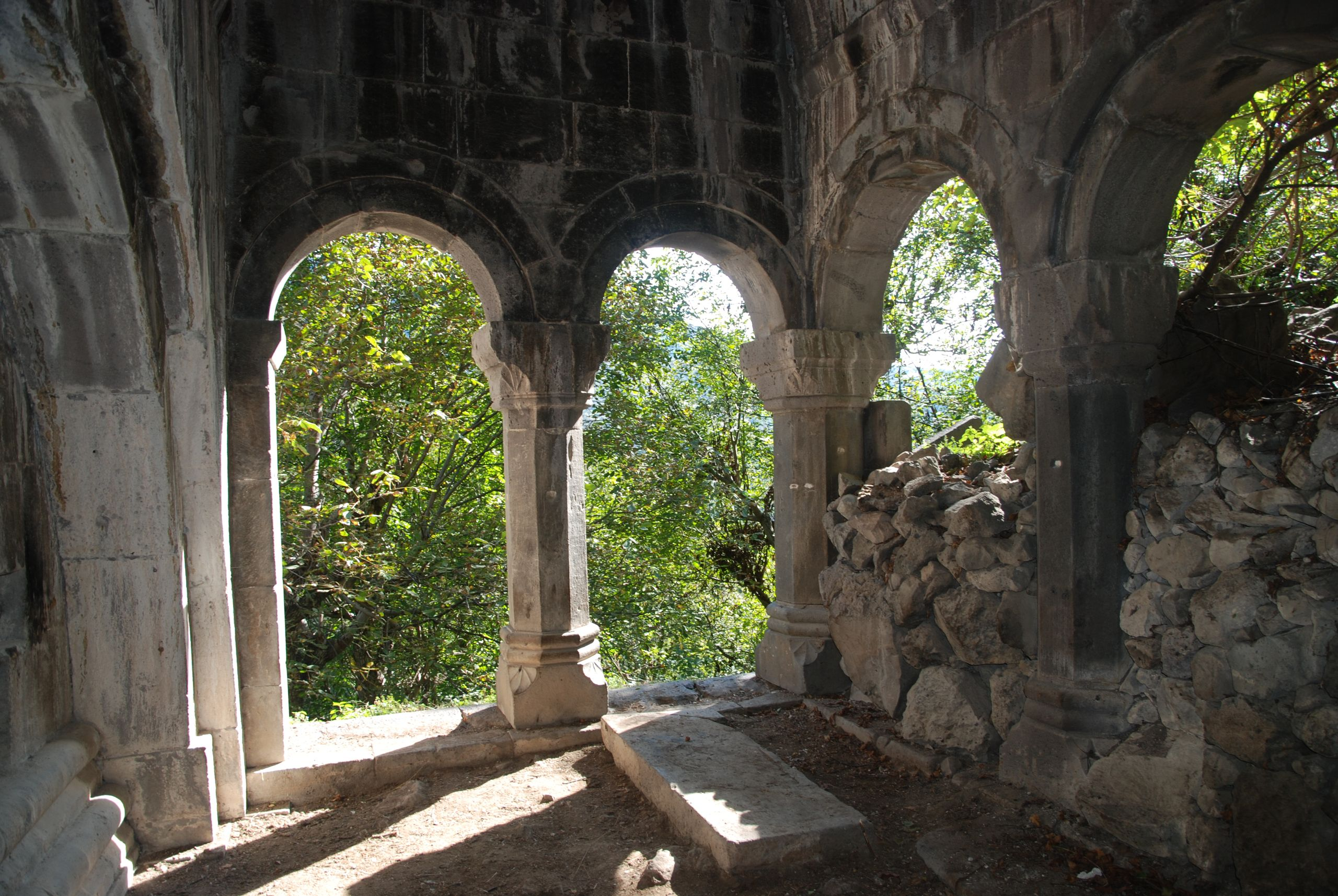
Im Süden an die Grabkapelle angebauter Portikus.

Vom Refektorium führt ein Pfad parallel am Hang zu einer 100 Meter entfernten kleinen Kirche in der Nähe der nördlichen Umfassungsmauer. Das Gebäude, dessen Außenmauern weitgehend erhalten sind, besaß ein Tonnengewölbe, das im westlichen Drittel von einem Gurtbogen gegliedert wurde. Dessen Kämpfer tragen ein Wabenmuster, weshalb die Kapelle in das 13. Jahrhundert datiert wird. An die tiefe hufeisenförmige Apsis grenzt in einer für Armenien äußerst seltenen asymmetrischen Anordnung im Norden eine schmälere zweite Apsis an. Symmetrische Doppelapsiden kommen dagegen etwas häufiger vor (Glockenturm im Kloster Haghpat von 1245, andere Beispiele im Norden und Osten des Sewansees). Der Eingang liegt in der südlichen Längswand.
Hier ist ein Portikus vorgelagert, der sich durch zwei Arkadenbögen an der Ostseite und der hälftigen Südseite öffnet. Die Richtung Hang liegende Westwand und die westliche Hälfte der Südwand sind geschlossen.
Weitere Gebäudereste und eine Felshöhle oberhalb sind in dem unwegsamen Gelände schwer zu erreichen. Zwischen Hauptkirche und Mausoleum stehen einige Chatschkare.